# Wopke Hoekstra

Wopke Bastiaan Hoekstra (Ede, 30 de septiembre de 1975) es un político neerlandés que desde octubre de 2023 es comisario de Acción Climática en el Ejecutivo comunitario de Ursula von der Leyen. Ocupó el cargo de ministro de Finanzas en el tercer gabinete de Mark Rutte entre octubre de 2017 y enero de 2022. Es miembro del partido Llamada Demócrata Cristiana (CDA).

## Carrera profesional
Trabajó en el departamento comercial del grupo petrolero Shell entre enero de 2002 y enero de 2005, en las oficinas de Berlín, Hamburgo y Róterdam. Columnista del diario financiero holandés Het Financieele Dagblad durante el año siguiente, se convirtió en socio de la consultora McKinsey & Company en enero de 2006.

## Ministro de finanzas
En marzo de 2020 de opone a la idea de una ayuda europea a España e Italia, muy afectadas por la pandemia de Covid-19, y pide que la Comisión Europea investigue por qué estos países no disponen de los márgenes presupuestarios necesarios para hacer frente a la crisis sanitaria. Según él, estos países sólo han tenido que ahorrar más en los últimos años. El primer ministro portugués, António Costa, lo criticó duramente tras el Consejo Europeo del 27 de marzo: "Este discurso es repugnante. Es una locura absoluta y una mezquindad total."
En enero de 2021, se vio implicado en un escándalo en el que miles de familias fueron acusadas erróneamente de fraude en las prestaciones por hijos. Se le acusa de haber optado por hacer la vista gorda ante fallos de funcionamiento de los que era consciente.

## Exilio fiscal
En octubre de 2021 se conoció su participación (debido a la publicación de los llamados Pandora Papers) en compañías situadas en paraísos fiscales, comprando 500 acciones de acciones de una sociedad offshore, Candace Management Ltd., en las Islas Vírgenes Británicas.